# سذاب مصري

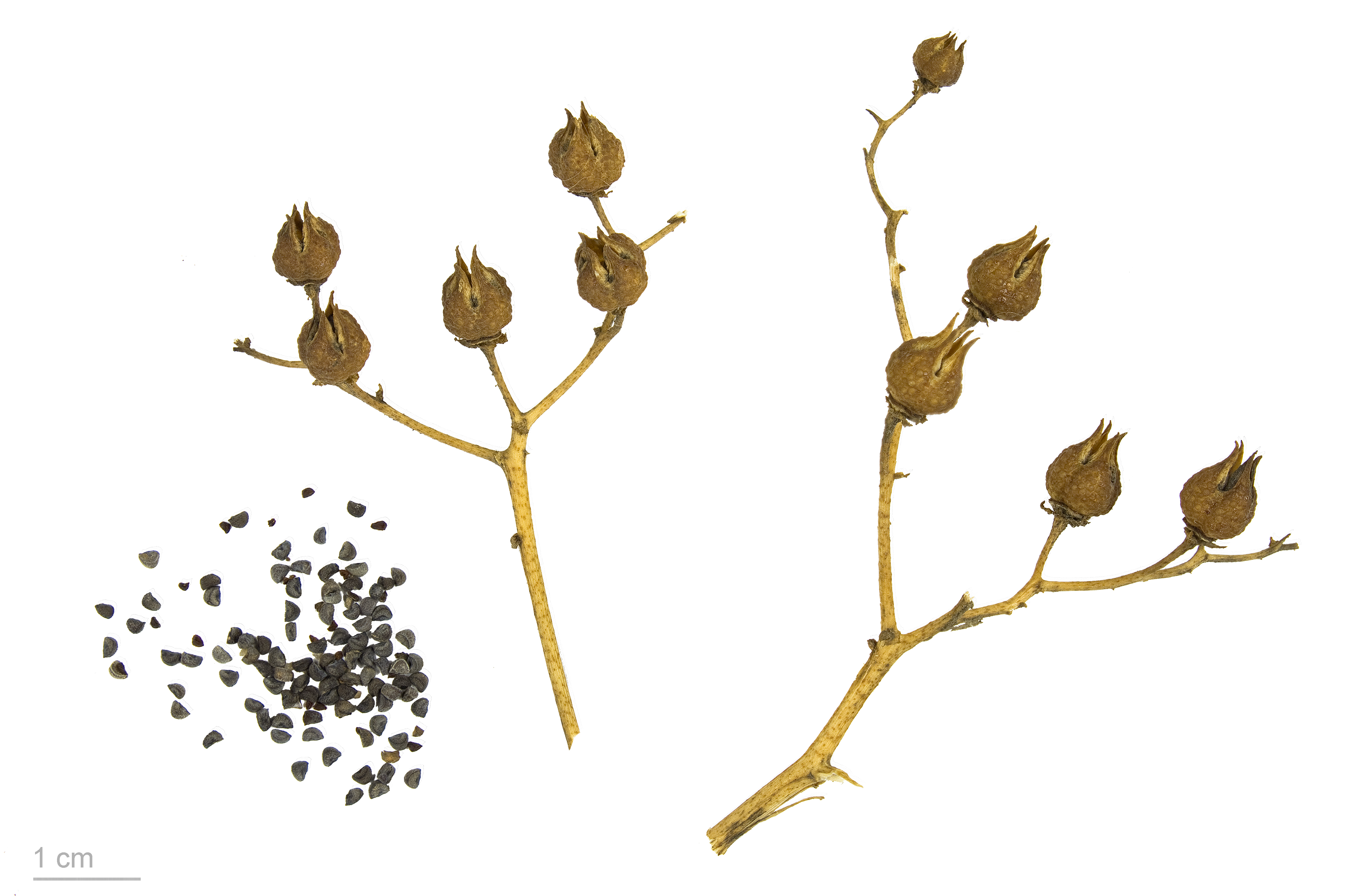
Ruta angustifolia

السذاب المصري أو السوري أو الحلبي أو السذاب ضيق الأوراق (باللاتينية: Ruta angustifolia)  نوع نباتي يتبع جنس السذاب من الفصيلة السذابية.
يحتوي النبات على مواد يمكن أن تسبب حروقاً إذا لامست الجلد وبخاصة في أوقات الحر.

## البيئة والانتشار
موطنه وسط حوض البحر الأبيض المتوسط ومنطقة يوغوسلافيا السابقة.